# Powojnik chiński
Powojnik chiński (Clematis chinensis) – gatunek pnącza z rodziny jaskrowatych. Występuje w centralnych Chinach, w Japonii i w Indochinach.

## Morfologia
ŁodygaOsiąga wysokość 4–5 m.
KwiatyO średnicy od 1,5 do 2 cm, koloru białego, rozwijają się w lipcu i sierpniu.
Roślina trującaTrujące są sok, liście, kwiaty i owoce.